# Loris Francini
Loris Francini (ur. 1962) – sanmaryński polityk – razem z Gianem Franco Terenzi Kapitan regent San Marino od 1 kwietnia 2006 do 1 października 2006. Loris Francini należy do Partii Chrześcijańsko – Demokratycznej.